# 풀 틸트! 핀볼
《풀 틸트! 핀볼》(Full Tilt! Pinball)은 시네마트로닉스에서 개발하고 맥시스에서 배포하는 게임이다. 스페이스 카뎃(Space Cadet)과 스컬더거리(Skulduggery), 드래곤즈 킵(Dragon's Keep) 세 개의 메뉴가 있다. 이 중 스페이스 카뎃 메뉴만을 가지고 마이크로소프트 윈도우용으로 1995년에 출시되었고, 이후 버전에서 기본으로 제공하였다.
그러나 윈도우 비스타 버전 이후부터는 이 게임이 기본으로 내장되어 있지 않다.